# Up An' Atom
Up An' Atom est le nom d'un Boeing B-29 Superfortress (B-29-36-MO 44-27304, Victor numéro 88) configuré pendant la Seconde Guerre mondiale dans le projet Silverplate dans le but de transporter une bombe atomique.

## Histoire
Affecté au 393d Bomb Squadron du 509th Composite Group, il est construit par la Glenn L. Martin Company à Omaha et est accepté par les Forces aériennes de l'armée le 3 avril 1945. En service au Wendover Army Air Field (en) (Utah), son équipage a pour capitaine commandant d'avion George W. Marquardt. Il quitte Wendover pour North Field le 11 juin et y atterrit le 17.
Le numéro d'identification Victor (USAAF unit identification aircraft markings (en)) 8 lui a été le 1er août à l'origine attribué mais pour éviter une mauvaise identification en raison d'une marque ambigüe proche utilisée par le 444th Bombardment Group (en), son numéro Victor est changé en 88. Il est nommé et peint selon l'usage de la mission Nagasaki. Le nom de l'appareil est un jeu de mots sur l'idiome familier « Up and at them », signifiant « Il y a beaucoup de travail à accomplir ».
Marquadt et l'équipage B-10 pilotent l'avion pendant huit missions de formation et de bombardement par des bombes citrouilles contre des cibles industrielles à Taira et à Hamamatsu au Japon. L'équipage B-9 du capitaine Bob Lewis vole sur l'appareil pour une mission de bombe citrouille à Tokushima après la mission Hiroshima. James Hopkins et l'équipage C-14 l'utilisent à leur tour pour attaquer Nagoya avec une bombe citrouille.
L'Up An 'Atom retourne aux États-Unis avec le 509e CG en novembre 1945 et rejoint la Walker Air Force Base à Roswell. D'avril à août 1946, il est affecté à l'opération Crossroads. En août 1949, il entre au 97th Operations Group (en) de la Biggs Army Airfield (en) au Texas puis est reconfiguré en avril 1950 comme TB-29 par l'Oklahoma City Air Materiel Area de la Tinker Air Force Base.
Il est alors utilisé dans diverses missions :
- 112th Radar Calibration Squadron, Hamilton Air Force Base, Californie (octobre 1951),
- 4th Radar Calibration Squadron, Hamilton AFB (février 1953),
- 4754th Radar Evaluation Flight, Hamilton AFB (mars 1954),
- Mobile Air Materiel Area, Nashville, Tennessee (mars 1955)
- 17th Tow Target Squadron, Marine Corps Air Station Yuma (Vincent Air Force Base), Arizona (mai 1955).

L'Up An 'Atom est retiré des Forces aériennes en novembre 1956 et est transféré à l'US Navy où il est alors utilisé comme cible au Naval Air Weapons Station China Lake.